# Tom Kibble
Tom W.B. Kibble, właśc. Tom Walter Bannerman Kibble (ur. 22 grudnia 1932, zm. 2 czerwca 2016) – brytyjski fizyk-teoretyk, profesor i pracownik badawczy (senior) Imperial College London. Laureat Nagrody Sakurai przyznawanej przez Amerykańskie Towarzystwo Fizyczne (APS) teoretykom cząstek elementarnych (2010).

## Życiorys
Tom W.B. Kibble urodził się w Madrasie 22 grudnia 1932 roku w ówczesnych Indiach Brytyjskich. Jest wnukiem Williama Bannermana, oficera Indyjskiej Służby Medycznej oraz jego żony Helen Bannerman, popularnej w Szkocji autorki książek dla dzieci i młodzieży. Jest absolwentem Uniwersytetu Edynburskiego, jednego z najstarszych i najbardziej prestiżowych w Szkocji, gdzie uzyskał stopnie naukowe B.Sc., M.A., Ph.D.
Badania Kibble'a dotyczyły głównie kwantowej teoria pola, związku własności wysokoenergetycznych cząstek elementarnych z problemami kosmologicznymi, spontanicznego naruszania symetrii, przejść fazowych, monopoli, strun kosmicznych.
Był członkiem honorowym (Fellow) Royal Society, Institute of Physics oraz Imperial College London, a ponadto członkiem zwyczajnym wielu towarzystw naukowych.
Najbardziej znanym osiągnięciem Kibble’a było opracowanie wspólnie z Geraldem Guralnikiem i Carlem Hagenem koncepcji spontanicznego łamania symetrii oraz nadawania mas leptonom i bozonom pośrednim w tzw. mechanizmie Higgsa. Mechanizm ten przewiduje istnienie wszechogarniającego pola skalarnego o określonej skrętności (tzw. pola Higgsa) oraz kwantów tego pola zwanych bozonami Higgsa. W tym samym roku bardzo podobną koncepcję mechanizmu Higgsa sformułowali niezależnie Peter Higgs oraz pracujący wspólnie François Englert i Robert Brout.
W 2010 roku, Kibble otrzymał nagrodę Sakurai Amerykańskiego Towarzystwa Fizycznego za Określenie własności spontanicznego łamania symetrii w czterowymiarowych relatywistycznej teorii z cechowaniem i mechanizm spójnej generacji mas bozonów wektorowych (Elucidation of the properties of spontaneous symmetry breaking in four-dimensional relativistic gauge theory and of the mechanism for the consistent generation of vector boson masses).
4 lipca 2012 na zwołanej specjalnie konferencji prasowej ogłoszone zostało odkrycie nowej cząstki elementarnej przez eksperymenty ATLAS i CMS, pracujące przy Wielkim Zderzaczu Hadronów w CERN-ie. Masa odkrytej cząstki, jak i wykrycie jej w oczekiwanych kanałach rozpadu wskazują wyraźnie, że z dużym prawdopodobieństwem jest to poszukiwany od kilkudziesięciu lat bozon Higgsa.